# Quello che conta - Ginevra canta Luigi Tenco
Quello che conta - Ginevra canta Luigi Tenco è il decimo album in studio della cantante italiana Ginevra Di Marco, pubblicato su CD dalla Casa Editrice Funambolo nel 2020 ed è un tributo all'opera di Luigi Tenco.

## Descrizione
Il progetto, nato da uno spettacolo dal vivo, stato realizzato da Ginevra Di Marco con i colleghi Francesco Magnelli e Andrea Salvadori. La ri-creazione di Tenco è stata attuata con il massimo rispetto delle composizioni del cantautore genovese. C'è tuttavia anche un pizzico di elettrificazione dei CSI, il folk e le sinfonie costruite dal quartetto d'archi I nostri tempi .

## Tracce
Tutti i brano sono composti da Luigi Tenco, tranne dove indicato.
Lato A
1. Un giorno dopo l'altro – 3:15
2. Angela – 2:37
3. Quello che conta – 2:53 (testo: Luciano Salce – musica: Ennio Morricone)
4. Se sapessi come fai – 3:08

Lato B
1. Ragazzo mio – 4:38
2. Una vita inutile – 2:53 (testo: Luigi Tenco – musica: Gian Piero Reverberi)
3. Ma dove vai – 4:38
4. Lontano, lontano – 2:45

Lato C
1. La ballata dell'eroe – 3:30 (Fabrizio De André)
2. Mi sono innamorato di te – 3:08
3. Se stasera sono qui – 3:24 (testo: Mogol – musica: Luigi Tenco)

Lato D
1. Cara maestra – 3:32
2. E se ci diranno – 2:56
3. Vedrai vedrai – 5:09
4. Il mio regno – 4:13

## Musicisti
- Ginevra Di Marco – voce
- Francesco Magnelli  – magnellophono, magnellophono basso, pianoforte, piano elettrico, organo, magnellophono moog, magnellophono fuzz, magnellophono wood bass, clavinet, melodica, pianoforte verticale, cori
- Andrea Salvadori – voce, chitarra classica, chitarra classica overdrive, chitarra classica reverse, cello overdrive, theremin, tzouras, groove, vibrafono, macchina da scrivere, mandolino, cori
- Massimo Giuntini – tin whistle, uilleann pipes;
- Quartetto “I nostri tempi” (archi);
- Luca Ragazzo – (batteria);
- Andrea “Tozzo” Tozzetti – (chitarra classica);
- Cristiano Della Monica – (percussioni);
- Massimiliano Gambinossi – (chitarra elettrica)